# Langhügel und Ganggrab am Havermose
Langhügel und Ganggrab am Havermose, die die Träger der Trichterbecherkultur (TBK) in der Jungsteinzeit (3500–2800 v. Chr.) errichteten, liegen östlich des Moores Havermose, etwa 3,5 km südwestlich von Fårup am Hammershøjvej, in der dänischen Kommune Randers. Neolithische Monumente sind Ausdruck der Kultur und Ideologie neolithischer Gesellschaften. Ihre Entstehung und Funktion gelten als Kennzeichen der sozialen Entwicklung.

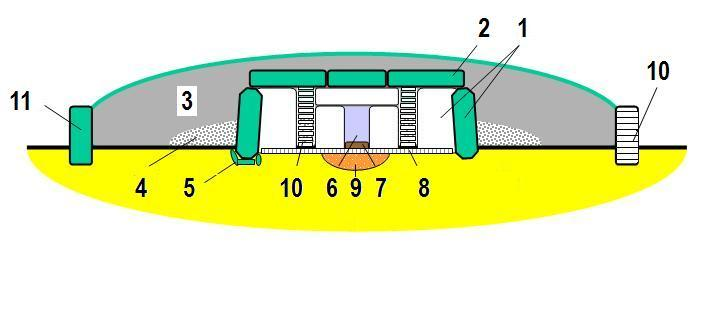
Schema Ganggrab (Querschnitt) 1=Trag-, 2= Deckstein, 3=Erdhügel, 4=Dichtung, 5=Verkeilsteine, 6=Zugang, 7= Schwellenstein. 8=Bodenplatten, 9=Unterbodendepots, 10=Zwischenmauerwerk 11=Randsteine

## Der Langhügel
Der östliche ist der "Haversdås" (dt. Haverdolmen) ein in Ost-West-Richtung gelegener, etwa 100 m langer, 15 m breiter und bis zu 2,5 m hoher Langhügel aus der frühen Jungsteinzeit. Der Hügel ist besonders am östlichen Ende abgetragen. Einige der Steine könnten von einer beschädigten Megalithanlage im Hügel stammen. Die Oberfläche zeigt mehrere Eintiefungen, die vermutlich zusammengebrochene oder geplünderte Anlagen enthalten. In der frühen Jungsteinzeit wurden auch Erdhügel errichtet, die Holz- oder Steineinbauten bargen. Das Hünenbett aus großen Randsteinen ist nur noch im Westen und Norden teilweise erhalten.
Ähnliche Langhügel sind am Rude Strand, im Hørret Skov und beim Givehøje zu finden.

### Die Legende
Der Haversdås ist Teil einer tragisch endenden Legende. Am Haversdås lebte ein König Have, auf der anderen Seite des Moores, bei dem einen Kilometer entfernten Havershøj, lebte ein zweiter. Beide verboten ihren Kindern den Umgang, da sie bereits versprochen waren. Deshalb trafen sich die Königskinder heimlich nachts, wenn das Mädchen ein Licht im Moor aufstellte. Eines Nachts verlosch das Licht, und der Junge ertrank im Moor. Seither sitzt ein zwitschernder Vogel auf den Steinen des Haversdås.

## Das Ganggrab
Das Ganggrab ist eine Bauform jungsteinzeitlicher Megalithanlagen, die aus einer Kammer und einem baulich abgesetzten, lateralen Gang besteht. Diese Form ist primär in Dänemark, Deutschland und Skandinavien, sowie vereinzelt in Frankreich und den Niederlanden zu finden. Die westliche Anlage ist ein gut erhaltenes Ganggrab in einem Hügel. Die Decksteine des Ganges der im Erdhügel gelegenen Anlage fehlen völlig. Von der sehr kleinen in Nordwest-Südost-Richtung liegenden Kammer fehlt der nördliche der beiden Decksteine. Der südliche trägt fünf kleine Schälchen, die wohl in der Bronzezeit entstanden.
Erkennbar sind außerdem sieben Tragsteine der Kammer und drei des Ganges. Das Zwischenmauerwerk aus flachen Steinplatten ist teilweise erhalten. Das Ganggrab ist wegen seiner birnenförmigen Kammer eine seltene Frühform des Typs, der typischerweise eine größere, rechteckige oder trapezoide Kammer besitzt. Die Kammer wurde archäologisch noch nicht untersucht.

## Bernsteindepot
Bei Læsten wurde im Jahre 1837 beim Torfstechen der größte Fund eines Bernsteinhortes aus der dänischen Vorzeit gemacht. Er bestand aus etwa 4100 Stücken (Bernsteinschieber, Perlen und Rohbernstein), wog 8,5 kg und war vermutlich in einem Holzgefäß etwa einen Meter tief in feuchtem Boden vergraben worden.